# Darksteel
Darksteel (letteralmente acciaio scuro in inglese) è un'espansione del gioco di carte collezionabili Magic: l'Adunanza, edito da Wizards of the Coast. In vendita in tutto il mondo dal 6 febbraio 2004, fa parte del blocco di Mirrodin assieme al precedente set Mirrodin e a quello seguente Quinta Alba .

## Ambientazione
Continua la storia sul pianeta Mirrodin, Glissa Sunseeker viaggia all'interno del pianeta alla scoperta dei suoi segreti, fino a trovare il leggendario Memnarch pronto ad attenderla.

## Caratteristiche
Darksteel è composta da 165 carte, stampate a bordo nero, così ripartite:
- per colore: 18 bianche, 18 blu, 18 nere, 18 rosse, 18 verdi, 72 incolori, 3 terre.
- per rarità: 55 comuni, 55 non comuni e 55 rare.

Il simbolo dell'espansione è lo scudo di Kaldra, e si presenta nei consueti tre colori a seconda della rarità: nero per le comuni, argento per le non comuni, e oro per le rare.
Darksteel è disponibile in bustine da 15 carte casuali e in 4 mazzi tematici precostituiti da 60 carte ciascuno:
- Master Blaster (rosso)
- Sciame Mentale (nero)
- Sciama e Schiaccia (verde/bianco)
- Trasferimento (blu)

### Prerelease
Darksteel fu presentata in tutto il mondo durante i tornei di prerelease il 24 gennaio 2004, in quell'occasione venne distribuita una speciale carta olografica promozionale: l'equipaggiamento leggendario Scudo di Kaldra, che presentava un'illustrazione alternativa rispetto alla carta che si poteva trovare nelle bustine.

### Ristampe
Nel set sono state ristampate le seguenti carte da espansioni precedenti:
- Infervorare (dal set Profezia)
- Juggernaut (presente in tutti i set base fino alla Revised Edition compresa)
- Palla di Fuoco (presente in tutti i set base fino alla Quinta Edizione compresa)

## Novità
Il set prosegue il tema incentrato sugli artefatti caratteristico del blocco di Mirrodin. La presenza di altre carte con l'abilità affinity ora aiutata dalle due nuove abilità dell'espansione indistruttibile e modulare hanno dato ulteriore impulso ai mazzi cosiddetti "affo". In particolare la novità modulare ha risolto il problema degli artefatti che distrutti andavano in cimitero, consentendo di fatto di rafforzare le altre creature artefatto in gioco. Sono state anche create due nuove carte di grande successo, Fiala Eterea e Morsa Cerebrale, che per la loro forza sono state quasi subito bandite dai formati Esteso e Standard.

### Nuove abilità

#### Indistruttibile
Un permanente indistruttibile semplicemente non può essere messo nel cimitero dal campo di battaglia a causa di un effetto di distruzione, come una magia o abilità che dica esplicitamente di distruggere uno o più permanenti. Le creature con questa abilità non muoiono neanche a causa del danno letale. I permanenti indistruttibili possono comunque essere esiliati o sacrificati dal loro controllore.

#### Modulare
Una creatura con modulare entra in gioco con un certo numero di segnalini +1/+1 su di essa. Quando questa muore i suoi segnalini possono essere spostati su un'altra creatura artefatto controllata dallo stesso giocatore.